# Спільнота самогубців
Спільнота самогубців (пол. Sala Samobójców) — це драматичний фільм режисера Яна Комаса, знятий за його ж сценарієм. Прем'єра відбулась 12 лютого 2011 на берлінському міжнародному кінофестивалі та 28 лютого у золотій терасі у Варшаві, Польща. У прокат фільм вийшов 4 березня того ж року.
Фільм отримав нагороди за найкращого актора (Якуб Ґ'єршал), найкращу акторку (Рома Ґонсьоровська), найкращий сценарій (Ян Комаса) та найкращий фільм.

## Сюжет
Домінік вчиться у випускному класі. Він син багатих батьків, які для нього нічого не шкодують. Дають йому все, чого його душа прагне, але не до кінця розуміють потреби сина. А в Домініка з'являються все нові й нові проблеми в спілкуванні з однокласниками. Одного дня він вирішує втекти від реальності і шукає підтримки в інтернеті. Звісно, знаходить її в соціальній мережі, у якій стає членом «Спільноти самогубців», де швидко потрапляє під вплив «королеви» — Сильвії.

## Саундтрек
| #   | Назва                                           | Виконавець                                    | Тривалість |
| --- | ----------------------------------------------- | --------------------------------------------- | ---------- |
| 1.  | «Romans»                                        | Adam Walicki                                  |            |
| 2.  | «Grass So Bright»                               | Kyst                                          |            |
| 3.  | «Baudelaire»                                    | Rykarda Parasol                               |            |
| 4.  | «C'est la mort»                                 | Stereo Total                                  |            |
| 5.  | «Innerperspective»                              | Jacaszek                                      |            |
| 6.  | «Climb Over»                                    | Kyst                                          |            |
| 7.  | «Introspection»                                 | Jacaszek                                      |            |
| 8.  | «Turn Me On»                                    | Wet Fingers                                   |            |
| 9.  | «Introspective»                                 | Jacaszek                                      |            |
| 10. | «Nothing to Lose»                               | Billy Talent                                  |            |
| 11. | «White Sparrows»                                | Billy Talent                                  |            |
| 12. | «Introspective»                                 | Jacaszek                                      |            |
| 13. | «Jeremy Kyle is a Marked Man»                   | Blakfish                                      |            |
| 14. | «Selfescape»                                    | Jacaszek                                      |            |
| 15. | «Inscape»                                       | Jacaszek                                      |            |
| 16. | «How I Want»                                    | Kyst                                          |            |
| 17. | «Selfescape»                                    | Jacaszek                                      |            |
| 18. | «Sign 0»                                        | Chouchou                                      |            |
| 19. | «Sally with Randy»                              | Włodek Pawlik Quartet featuring Randy Brecker |            |
| 20. | «Rock with me pumpin trump»                     | Wet Fingers                                   |            |
| 21. | «On My Mind»                                    | Wawa & Houseshaker                            |            |
| 22. | «Mazurka, Op. 17 No. 4 Фридерика Шопена»        | Magdalena Żuk                                 |            |
| 23. | «Cherry is Gone»                                | Rykarda Parasol                               |            |
| 24. | «Piano Concerto No.23 in A Major, K 488 Adagio» | Mozart                                        |            |
| 25. | «Der Doppelgänger»                              | Schubert                                      |            |